# Noctua warreni
Noctua warreni is een vlinder uit de familie uilen (Noctuidae). De wetenschappelijke naam is voor het eerst geldig gepubliceerd in 1987 door Lodl.
De soort komt voor in Europa.